# Wuppertal Hauptbahnhof
Wuppertal Hauptbahnhof – główny dworzec kolejowy w Wuppertalu, w kraju związkowym Nadrenia Północna-Westfalia, w Niemczech.